# Азартні ігри в ОАЕ
Азартні ігри в ОАЕ є формально забороненими з релігійних міркувань. Країна дотримується ісламських законів і використовує доступні інструменти для притягнення до відповідальності тих, кого спіймали за участь або організацію азартних ігор. Незважаючи на те, що громадяни можуть грати в онлайн-казино, формально вони під забороною.

## Історія
До зміни законодавства 1998 року в деяких елітних готелях країни діяли гральні центри. Указ про азартні ігри 2012 року додатково ускладнив ситуацію для гравців, посиливши відповідальність за незаконні ігри в інтернеті. Громадянам заборонили користуватися VPN, а 2017 року заблокували 12 сайтів з азартними онлайн-іграми.
У країні діють 8 законних гральних закладів у трьох містах. Найбільше казино розташовано в Дубаї, воно пропонує картярські ігри, слоти та автомати для відеопокеру. В ОАЕ заборонено використовувати для ігор місцеву валюту дирхам, тому для ігор та виведення виграшів можна використовувати долари США. Долари приймаються в усіх законних гральних закладах в ОАЕ.
В ОАЕ дозволена лотерея, білети якої продаються в магазинах Dubai Duty Free в Дубаї та Абу-Дабі. Головний приз складає 1 мільйон доларів. Окрім цього, діють ще кілька розіграшів, де гравці можуть виграти розкішні машини та мотоцикли.
Уряд розглядає онлайнові азартні ігри як спосіб збільшення податкових надходжень, тому цей напрям має популярність серед операторів онлайн-казино, які шукають нові ринки для заміни, зокрема, ринку КНР. Одна з причин для цього — постійні заборони урядом КНР будь-яких казино, а також дуже низькі податки в ОАЕ.

## Типи ігор

### Онлайн-казино
Азартні ігри в інтернеті є незаконними в ОАЕ. Незважаючи на це, в країні діють кілька іноземних сайтів-казино. У Кримінальному кодексі ОАЕ зазначається, що гравець в азартні ігри в громадських місцях або в будинку для азартних ігор, карається арештом або двома роками в'язниці. Також може бути накладений штраф у розмірі 20 тис. дирхамів (~5.500$). Організаторам підпільних казино загрожує позбавлення волі терміном на 10 років.

### Перегони
Одним з традиційних видів спорту в Еміратах є перегони на верблюдах. Шейх Заїд був великим інвестором у цей вид спорту 1970 року, завдяки чому він мав у власності кілька гоночних трас. Крім перегонів на верблюдах, кінні перегони також є дуже популярним видом спорту.